# LG G 패드 II 8.0
LG G 패드 2 8.0은 LG전자가 2015년 하반기에 공개하고 8월 18일에 출시한 안드로이드 태블릿이다. LG G 패드 8.0의 후속 기종이며, 전작과는 달리 USB-A 단자가 있어 USB만 꽂으면 파일을 바로 확인할 수 있다. 기기 내에 스타일러스 팬이 탑재된 기기다.

## 색상
- 화이트
- 티탄 블랙

## 같이 보기
- LG G 패드 7.0
- LG G 패드 8.0
- LG G 패드 10.1